# 貝氏掌狀獅子魚
貝氏掌狀獅子魚，為輻鰭魚綱鮋形目杜父魚亞目獅子魚科的其中一種，分布於西北太平洋的千島群島北部海域，棲息深度200-800公尺，體長可達42公分，為深海底棲性魚類，屬肉食性，生活習性不明。